# منتخب بروناي لكرة القدم
منتخب بروناي لكرة القدم (بالملايوية: Pasukan bola sepak kebangsaan Brunei)‏ هو المنتخب الوطني الأول والذي يمثل سلطنة بروناي في رياضة كرة القدم. 
لم يسبق له التأهل إلى كأس العالم أو كأس آسيا.

## وصلات خارجية
- قائمة بيانات المنتخب من الموقع الرسمي للفيفا باللغة العربية